# Aire algébrique d'un polygone
En géométrie, l'aire algébrique d'un polygone est une généralisation à un polygone quelconque de l'aire géométrique d'un polygone simple, mesure de la superficie de la région délimitée par ce polygone. Sa définition permet un calcul simple à l'aide de déterminants. Elle est équivalente à la formule de Green-Riemann donnant l'aire de la région déterminée par une courbe fermée simple.

## Définition et propriétés

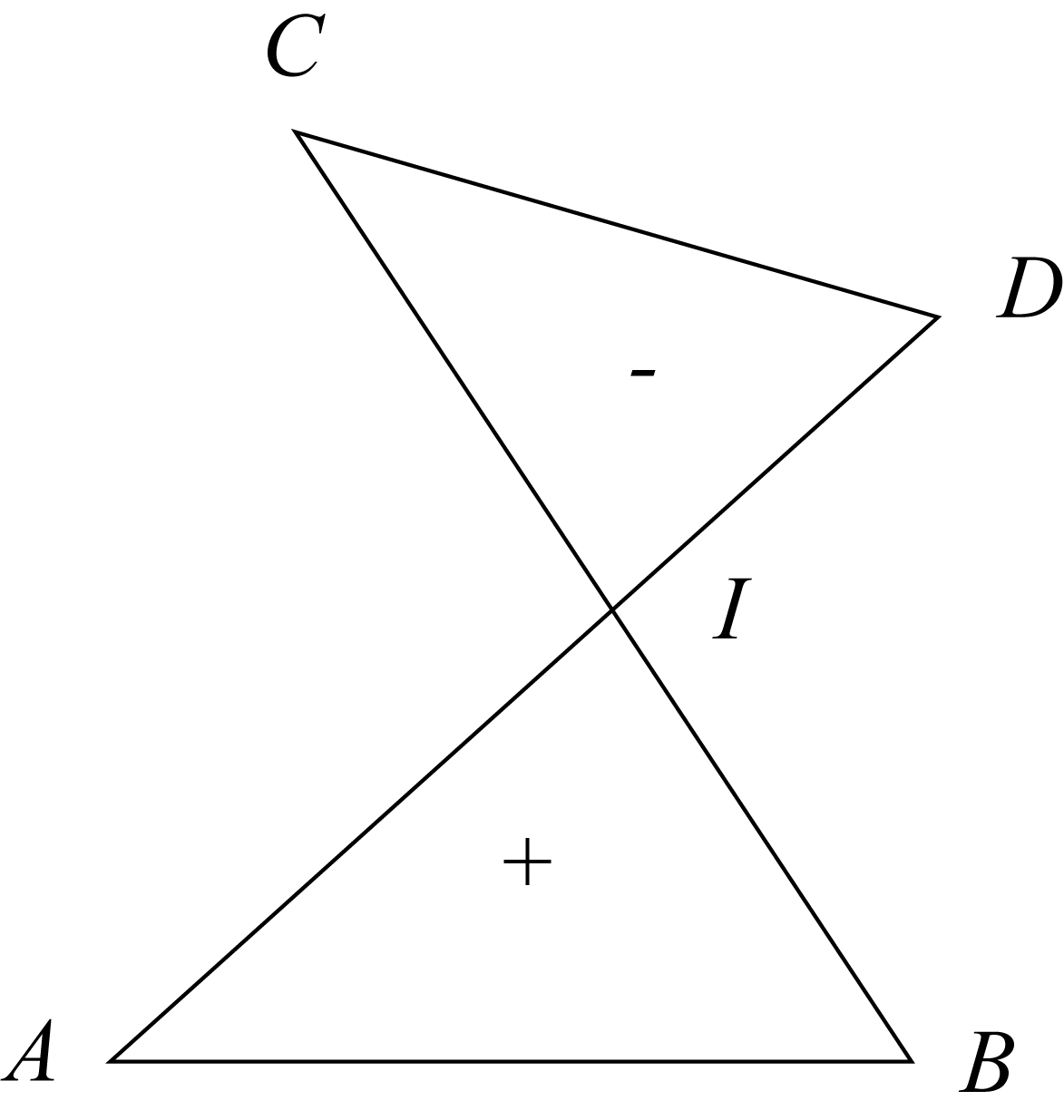

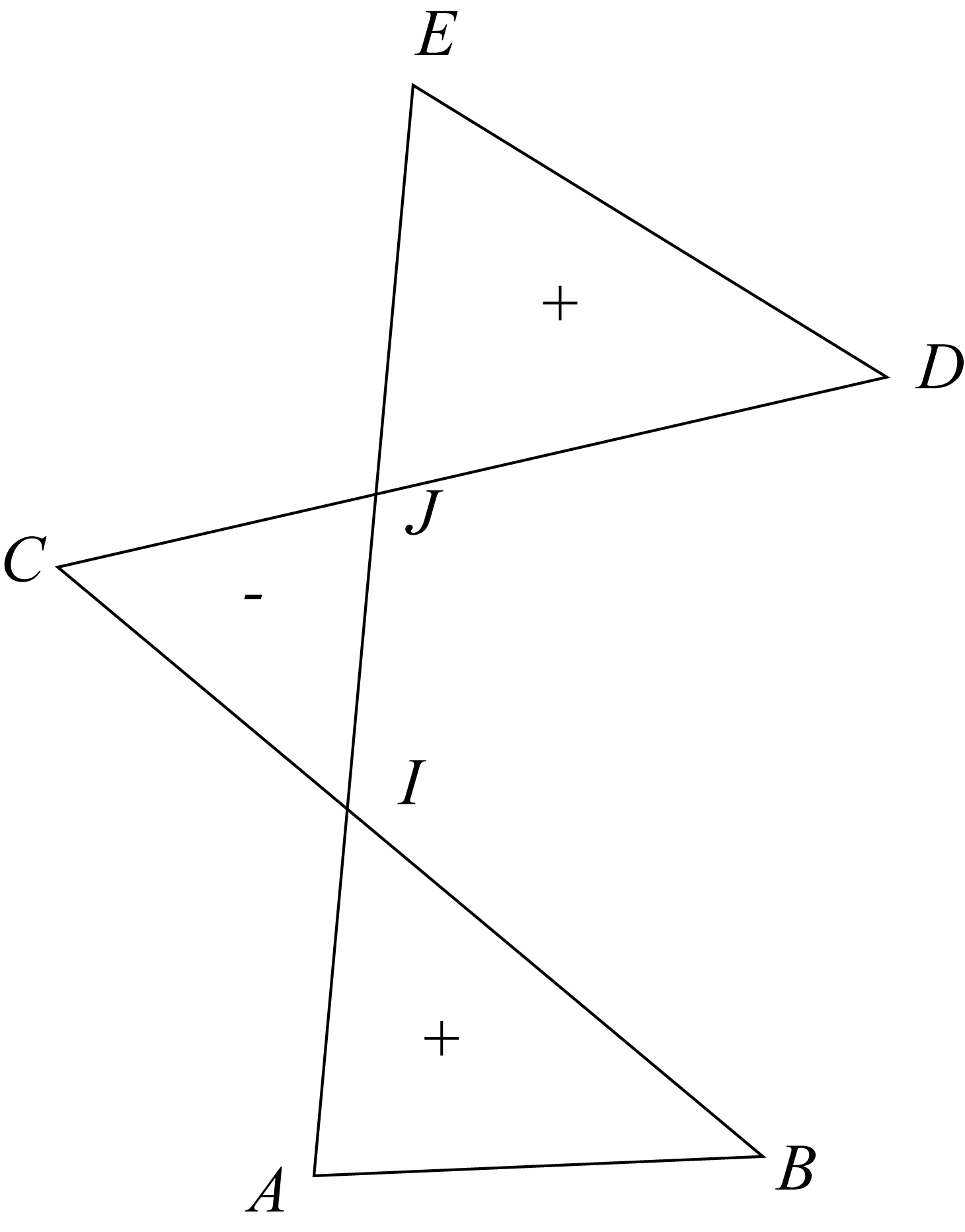

Dans le plan affine euclidien orienté, le déterminant d'un couple de vecteurs {\displaystyle ({\vec {u}},{\vec {v}})} ne dépend pas de la base orthonormée directe dans laquelle il est calculé et donne l'aire du parallélogramme construit sur {\displaystyle ({\vec {u}},{\vec {v}})} si {\displaystyle ({\vec {u}},{\vec {v}})} est direct, son opposé sinon.
On définit l'aire algébrique d'un triangle {\displaystyle ABC} quelconque par {\displaystyle {\text{Aire}}(ABC)={\overline {ABC}}={\frac {1}{2}}\det({\overrightarrow {AB}},{\overrightarrow {AC}})}, donnant l'aire géométrique si {\displaystyle ABC} est parcouru dans le sens direct, son opposé sinon.
Étant donné un polygone quelconque {\displaystyle A_{1}A_{2}\dots A_{n}} on montre que l'expression {\displaystyle {\overline {MA_{1}A_{2}}}+{\overline {MA_{2}A_{3}}}+\cdots +{\overline {MA_{n-1}A_{n}}}+{\overline {MA_{n}A_{1}}}} ne dépend pas du point {\displaystyle M} choisi (car {\displaystyle {\overline {MAB}}-{\overline {M'AB}}={\frac {1}{2}}\det({\overrightarrow {MM'}},{\overrightarrow {AB}})}) et on la définit comme étant l'aire algébrique du polygone {\displaystyle A_{1}A_{2}\dots A_{n}} :
{\displaystyle {\text{Aire}}(A_{1}A_{2}\dots A_{n})={\overline {A_{1}A_{2}\dots A_{n}}}={\overline {MA_{1}A_{2}}}+{\overline {MA_{2}A_{3}}}+\cdots +{\overline {MA_{n-1}A_{n}}}+{\overline {MA_{n}A_{1}}}}.
On montre que cette définition redonne bien la définition de l'aire algébrique d'un triangle si {\displaystyle n=3} , qu'elle reste inchangée par décalage circulaire sur les lettres {\displaystyle A_{1}A_{2}\dots A_{n}}, qu'on a la relation de type Chasles pour {\displaystyle 1\leqslant p\leqslant n} :
{\displaystyle {\overline {A_{1}A_{2}\dots A_{n}}}={\overline {A_{1}A_{2}\dots A_{p}}}+{\overline {A_{p}A_{2}\dots A_{n}A_{1}}}} (remarquer l'ajout de {\displaystyle A_{1}} à la fin),
et qu'elle donne bien l'aire géométrique dans le cas d'un polygone simple (c'est-à-dire sans aucune intersection d'aucune paire quelconque de côtés, en dehors du sommet commun à deux côtés successifs) parcouru dans le sens direct.
De plus l'ajout d'un point aligné avec deux sommets consécutifs ne change pas l'aire : {\displaystyle {\overline {A_{1}\dots A_{i}A_{i+1}\dots A_{n}}}={\overline {A_{1}\dots A_{i}XA_{i+1}\dots A_{n}}}}, formule pouvant être utilisée dans les deux sens.

## Exemples
L'aire algébrique d'un quadrilatère croisé est égale à la différence des aires des deux triangles formés : dans la figure de gauche, on a {\displaystyle {\begin{aligned}{\text{Aire}}(ABCD)\ &={\overline {IAB}}+{\overline {IBC}}+{\overline {ICD}}+{\overline {IDA}}\\&={\overline {IAB}}-{\overline {IDC}}\\\end{aligned}}}). 
Elle est donc nulle si ces deux triangles ont la même aire, par exemple pour un antiparallélogramme.
Pour un pentagone {\displaystyle ABCDE}, la relation ci-dessus donne :{\displaystyle {\text{Aire}}(ABCDE)={\overline {ABC}}+{\overline {CDEA}}={\overline {ABC}}+{\overline {CDE}}+{\overline {EAC}}}.
Dans la figure de droite, par une autre méthode, {\displaystyle {\text{Aire}}(ABCDE)={\overline {ABICJDE}}={\overline {ABI}}+{\overline {ICJDEA}}={\overline {ABI}}+{\overline {ICJDE}}=\cdots ={\overline {ABI}}-{\overline {IJC}}+{\overline {JDE}}}.

## Expression analytique
Les points {\displaystyle A_{i}} ayant pour coordonnées {\displaystyle (x_{i},y_{i})} dans une base orthonormée directe, l'aire algébrique se calcule par la formule :
{\displaystyle 2{\text{Aire}}(A_{1}A_{2}\dots A_{n})={\begin{vmatrix}x_{1}&x_{2}\\y_{1}&y_{2}\end{vmatrix}}+{\begin{vmatrix}x_{2}&x_{3}\\y_{2}&y_{3}\end{vmatrix}}+\cdots +{\begin{vmatrix}x_{n}&x_{1}\\y_{n}&y_{1}\end{vmatrix}}}.
Vu la disposition des produits successifs effectués, cette formule est désignée en anglais par shoelace formula (formule des lacets de chaussure).

### Exemple numérique
Pour l'aire du pentagone de sommets :{\displaystyle A(1,6),B(3,1),C(7,2),D(4,4),E(8,5)}On obtient{\displaystyle {\begin{aligned}{\text{Aire}}(ABCDE)&={\frac {1}{2}}\left({\begin{vmatrix}1&3\\6&1\end{vmatrix}}+{\begin{vmatrix}3&7\\1&2\end{vmatrix}}+{\begin{vmatrix}7&4\\2&4\end{vmatrix}}+{\begin{vmatrix}4&8\\4&5\end{vmatrix}}+{\begin{vmatrix}8&1\\5&6\end{vmatrix}}\right)\\&={\frac {1}{2}}\left((1-18)\;+(6-7)\;+(28-8)\;+(20-32)\;+(48-5)\right)=16,5\\\end{aligned}}}

## Lien avec la formule de Green-Riemann
Posant {\displaystyle A_{n+1}(x_{n+1},y_{n+1})=A_{1}(x_{1},y_{1})}, on a {\displaystyle {\text{Aire}}(A_{1}A_{2}\dots A_{n})={\frac {1}{2}}\sum _{i=1}^{n}(x_{i}y_{i+1}-x_{i+1}y_{i})}.
Or {\displaystyle x_{i}y_{i+1}-x_{i+1}y_{i}=-(y_{i}+y_{i+1})(x_{i+1}-x_{i})+x_{i+1}y_{i+1}-x_{i}y_{i}} ; comme {\displaystyle \sum _{i=1}^{n}(x_{i+1}y_{i+1}-x_{i}y_{i})=0}, on obtient 
{\displaystyle {\text{Aire}}(A_{1}A_{2}\dots A_{n})=-\sum _{i=1}^{n}{\frac {y_{i+1}+y_{i}}{2}}(x_{i+1}-x_{i})}
Or le terme dans la somme est l'aire du trapèze de sommets {\displaystyle (x_{i},0),(x_{i+1},0),(x_{i+1},y_{i+1}),(x_{i},y_{i})} et on retrouve 
{\displaystyle {\text{Aire}}(A_{1}A_{2}\dots A_{n})=-\int _{A_{1}\dots A_{n}}ydx},
formule de Green-Riemann.
De la même façon, on a : 
{\displaystyle {\text{Aire}}(A_{1}A_{2}\dots A_{n})=\sum _{i=1}^{n}{\frac {x_{i+1}+x_{i}}{2}}(y_{i+1}-y_{i})=\int _{A_{1}\dots A_{n}}xdy}.

## Autre formulation
On peut aussi écrire :
{\displaystyle {\begin{aligned}{\text{Aire}}(A_{1}A_{2}\dots A_{n})&={\frac {1}{2}}\sum _{i=1}^{n}y_{i}(x_{i-1}-x_{i+1})\\&={\frac {1}{2}}{\Big (}y_{1}(x_{n}-x_{2})+y_{2}(x_{1}-x_{3})+\cdots +y_{n}(x_{n-1}-x_{1}){\Big )}\end{aligned}}}

## Polygones réguliers
Pour un polygone régulier convexe à n côtés de longueur a, l'aire {\displaystyle S} est donnée par :
{\displaystyle S={\frac {na^{2}}{4\tan(\pi /n)}}.}